# Alessandro Andreatta
Alessandro Andreatta (Trento, 4 febbraio 1957) è un politico italiano, sindaco di Trento dal 2008 al 2020.

## Biografia
Nel 1995 è stato eletto consigliere comunale a Trento. Nel 1998 è stato nominato Assessore comunale all'urbanistica, edilizia privata e toponomastica nelle file dei Democratici Popolari. L'8 maggio 2005 è diventato vicesindaco per la Civica Margherita.
Nel gennaio 2008 è stato denunciato per truffa e abuso d'ufficio da Eugenio Martini, proprietario della concessionaria "Auto In" di Gardolo. Andreatta è stato iscritto sul registro degli indagati per truffa ma in seguito tutte le accuse sono state archiviate.
Quando il sindaco Alberto Pacher ha rassegnato le dimissioni il 25 settembre 2008 Andreatta lo ha sostituito come sindaco reggente funzioni.
Andreatta ha vinto le elezioni primarie del centro-sinistra (Partito Democratico, Unione per il Trentino, Partito Autonomista Trentino Tirolese, Unione dei Democratici Cristiani e di Centro e altri partiti minori) che si sono svolte il 22 febbraio 2009 per la scelta del candidato sindaco di Trento. Ha ottenuto il 55,54% delle preferenze: 3740 voti su 6780 votanti, ottenendo la maggioranza in 11 delle 12 circoscrizioni (tutte tranne Povo). Ha battuto Claudio Bortolotti (34,78%), Aldo Pompermaier (7,22%, sostenuto dai Verdi) e Paolo Chiariello (2,47%, Italia dei Valori e Leali al Trentino).
Le elezioni si sono tenute il 3 maggio 2009 e Andreatta ha vinto al primo turno (confermando le previsioni) con 33.468	voti (64,42%). Il suo principale avversario, Pino Morandini, sostenuto dal Popolo della Libertà e della Civica Morandini ha ottenuto circa il 21%. L'affluenza è stata del 60,12%, in calo di una decina di punti rispetto alle precedenti elezioni amministrative.
Alle elezioni amministrative del 10 maggio 2015, Andreatta viene rieletto Sindaco di Trento, a capo di una coalizione di centrosinistra, con il 53,7% dei voti, sconfiggendo il candidato di centrodestra Claudio Cia, il quale ha ottenuto il 31,03% dei consensi.
Dal settembre 2020 è tornato ad insegnare italiano e latino al Liceo classico Arcivescovile Trento.

## Note

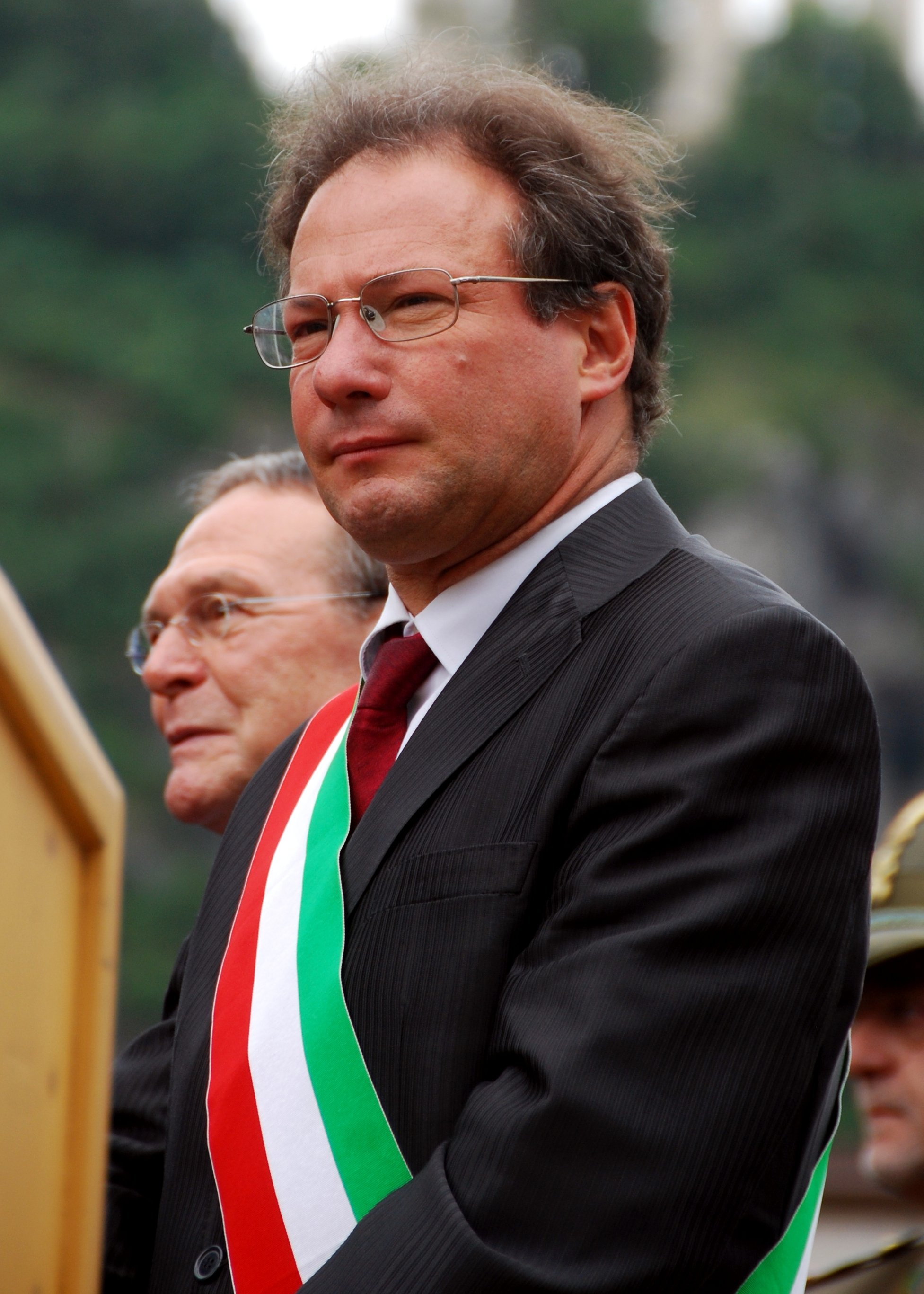
Il sindaco di Trento Alessandro Andreatta alla Festa della Repubblica nel 2011